# Enterprise Intelligence Platform

## Introdução
Enterprise Intelligence Platform (EIP) é um termo utilizado para designar plataformas de gestão empresarial que combinam análise de dados, integração de sistemas e automação de processos em uma mesma solução. Essas plataformas geralmente se apoiam em tecnologias como big data, internet das coisas (IoT), inteligência artificial e aprendizado de máquina, estruturadas em arquiteturas modulares e escaláveis.

## Histórico
O conceito de EIP surgiu a partir da evolução dos sistemas de planejamento de recursos empresariais (ERP) e das soluções de business intelligence (BI), integrando-os em uma camada única de análise e operação.  
Sua adoção inicial ocorreu em grandes corporações de tecnologia na década de 2010, impulsionada pela necessidade de unificar dados provenientes de múltiplas fontes e acelerar a tomada de decisão com base em informações em tempo real.

## Implementações globais
Diferentes fornecedores de tecnologia aplicam o conceito de EIP de formas variadas:
- SAP – segundo a própria empresa, combina ERP, BI e integrações de IoT em uma plataforma unificada.[4]
- Oracle – de acordo com sua documentação, incorpora automação, análise preditiva e integração de dados em escala corporativa.[5]
- Microsoft – integra Microsoft Dynamics 365, Power Platform e Azure AI, conforme materiais da própria empresa.[6]

## Caso brasileiro
No Brasil, a empresa Sankhya, fundada em 1989, desenvolveu uma aplicação do conceito de EIP que incorpora módulos de gestão empresarial, inteligência artificial e conectividade via APIs.  
A companhia expandiu sua atuação no mercado nacional por meio de aquisições, entre elas: Neppo Tecnologia (2021), Ploomes (2022), Meetime (2023), Mindsight (2023) e Vixting (2024).